# Uzzano
Uzzano település Olaszországban, Toszkána régióban, Pistoia megyében. Lakosainak száma 5562 fő (2023. január 1.). Uzzano Buggiano, Chiesina Uzzanese és Pescia községekkel határos.

## Népesség
A település lakossága az elmúlt években az alábbi módon változott:
| Lakosok száma | 5753 | 5722 | 5562 |
|               | 2017 | 2018 | 2023 |

## Híres szülöttjei
- Comunardo Niccolai (1946) világbajnoki ezüstérmes labdarúgó